# الدوري الجورجي الممتاز 2012–13
الدوري الجورجي الممتاز 2012–13 هو الموسم 24 من الدوري الجورجي الممتاز. أقيم خلال الفترة 10 أغسطس 2012 وحتى 19 مايو 2013، وأشرف على تنظيمه اتحاد جورجيا لكرة القدم، وكان عدد الأندية المشاركة فيه 12، وفاز فيه نادي دينامو تبليسي.